# 矢部光祐
矢部 光祐（やべ こうすけ、2003年5月13日 - ）は、日本の元子役俳優である。
ホリプロ・インプルーブメント・アカデミー所属。
映画「毎日かあさん」のブンジ役をはじめとする数々のドラマCM映画に幅広く出演する子役。

## 出演

### 映画
- 商店街☆行進曲（2010年）緑川正一 役
- 僕と妻の1778の物語（2010年）
- 毎日かあさん（2010年）ブンジ 役
- ワラライフ!!（2010年）祥太 役
- ゴースト もういちど抱きしめたい（2011年）
- 犬飼さんちの犬（2011年）犬飼岳 役

### テレビドラマ
- 嵐がくれたもの 第6・7話（2009年、フジテレビ）久司 役
- ナサケの女〜国税局査察官〜（2010年、テレビ朝日）
- 華和家の四姉妹 第1話（2011年、TBS）
- 水戸黄門（2011年、TBS）庄太 役
- おひさま 第31 - 36話（2011年、NHK）筒井一郎 役
- マルモのおきて スペシャル版（2011年、フジテレビ）藤沢翔太 役
- 南極大陸 （2011年10月-12月、TBS） 晴夫 役
- とんび（2012年、NHK）市川安男（幼少時） 役
- 世にも奇妙な物語 2012年 春の特別編「7歳になったら」（2012年、フジテレビ）
- 連続テレビ小説 梅ちゃん先生（2012年、NHK）中井則夫 役
- ハンチョウ〜警視庁安積班〜 シリーズ6 第6話（2013年、TBS）寺田則行 役
- 斉藤さん2（2013年7月-9月、日本テレビ） 大庭祐一 役
- 戦力外捜査官（2014年1月-3月、日本テレビ）阿部祐太 役

### その他
- Hello!毎日かあさん（2011年4月-、テレビ東京）「毎日かあさん」のアニメの一場面を英語吹き替えにした子供向け英語教育番組

### CM
- カルピス（2010）
- ヤマキめんつゆ（2010）
- MS&DS（2010）
- 小学館 小学一年生（2010）
- アサヒ飲料 十六茶（2010）
- マクドナルド ハッピーセット楽器のおもちゃ篇（2010）
- ヤマト運輸（2010）
- TOYOTA特別企画（2010）
- NTT東日本（2010）
- 味の素「健康サララ」お父さん応援隊（2011）
- 日産自動車セレナ（2011）
- クラシエフーズ（2011）
- ねるねるねるね（2011）
- 百年住宅（2011）
- さとの雪食品（2011）
- マクドナルド ハッピーセットドラゴンボール篇（2011）
- シマダヤ流水麺（2011）